# Earth vs. the Spider
La araña, conocida en inglés como Earth vs. the Spider, Earth vs. the Giant Spider, o simplemente The Spider, es una película estadounidense en blanco y negro de 1958.
La araña es una variante teenager de Tarántula. Se trata de uno de los filmes más logrados del prolífico director Mr. B.I.G.

## Argumento
En una noche en una comunidad rural, un hombre no vuelve a casa, por lo que su hija y su novio van en su busca, encontrando una araña gigante mutante en una cueva, donde el coche de su padre se había estrellado. Pidiendo ayuda al sheriff de la ciudad, se dan cuenta de que el DDT es eficaz contra la araña, y ésta se refugia en el gimnasio de un instituto. El sonido del rock de una banda juvenil de música hace que la araña escape a la ciudad.

## Reparto
| Actor                         | Personaje             |
| ----------------------------- | --------------------- |
| Ed Kemmer                     | Profesor Art Kingman  |
| June Kenney                   | Carol Flynn           |
| Eugene Persson (Gene Persson) | Mike Simpson          |
| Gene Roth                     | Sheriff Cagle         |
| Hal Torey                     | Mr. Simpson           |
| June Jocelyn                  | Mrs. Jack Flynn       |
| Mickey Finn                   | Sam Haskel            |
| Sally Fraser                  | Mrs. Helen Kingman    |
| Troy Patterson                | Joe                   |
| Skip Young                    | Sam                   |
| Howard Wright                 | Jake                  |
| Bill Giorgio                  | Sheriff Pete Sanders  |
| Hank Patterson                | Hugo                  |
| Jack Kosslyn                  | Mr. Fraser            |
| Bob Garnet                    |                       |
| Shirley Falls                 | Operador              |
| Robert Tetrick (Bob Tetrick)  | Sheriff Dave          |
| Nancy Kilgas                  | Bailarina             |
| George Stanley                | El hombre de la cueva |
| David Tomack                  | Line Foreman          |
| Merritt Stone                 | Jack Flynn            |
| Dick D'Agostin                | Pianista              |

## Secuela
El 7 de octubre de 2001 se estrenó otro película bajo el mismo nombre en honor a la original. Fue dirigida por Scott Ziehl y protagonizada por Dan Aykroyd, Amelia Heinle y Devon Gummersall, entre otros.